# Margit Papp
Margit Papp (Szamossályi, 30 aprile 1948) è un'ex multiplista ed ex lunghista ungherese.

## Biografia
Specialista della disciplina del pentathlon e, sul finire della carriera, anche del salto in lungo, prese parte a tre edizioni dei Giochi olimpici: a Monaco di Baviera 1972 concluse la prova in ventitreesima posizione, a Montréal 1976 giunse ottava ed a Mosca 1980 fece sua la quinta piazza nella gara multipla, mentre nel lungo non riuscì a superare la prova di qualificazione. In carriera prese parte altresì a quattro edizioni dei campionati europei ed ottenne il suo miglior risultato a Praga 1978 dove vinse il titolo continentale nel pentathlon a seguito della squalifica della sovietica Nadežda Tkačenko che l'aveva preceduta nella classifica generale, ma, trovata positiva ad un controllo antidoping, fu successivamente privata della medaglia d'oro ed estromessa dalla graduatoria della competizione. A livello nazionale conquistò nove titoli ungheresi in varie specialità.

## Palmarès
| Anno | Manifestazione  | Sede     | Evento         | Risultato | Prestazione | Note |
| ---- | --------------- | -------- | -------------- | --------- | ----------- | ---- |
| 1966 | Europei         | Budapest | Pentathlon     | 18ª       | 4 240 p.    |      |
| 1971 | Europei         | Helsinki | Pentathlon     | 8ª        | 4 833 p.    |      |
| 1972 | Giochi olimpici | Monaco   | Pentathlon     | 23ª       | 4 074 p.    |      |
| 1974 | Europei         | Roma     | Pentathlon     | 12ª       | 4 207 p.    |      |
| 1976 | Giochi olimpici | Montréal | Pentathlon     | 8ª        | 4 535 p.    |      |
| 1978 | Europei         | Praga    | Salto in lungo | 14ª (q)   | 6,28 m      |      |
| 1978 | Europei         | Praga    | Pentathlon     | Oro       | 4 655 p.    |      |
| 1980 | Giochi olimpici | Mosca    | Salto in lungo | 16ª (q)   | 6,32 m      |      |
| 1980 | Giochi olimpici | Mosca    | Pentathlon     | 5ª        | 4 562 p.    |      |

## Campionati nazionali
- 1 volta campionessa ungherese dei 100 metri ostacoli (1979)
- 2 volte campionessa ungherese del salto in lungo (1973 e 1979)
- 6 volte campionessa ungherese del pentathlon (1968, 1970, 1976, 1977, 1978 e 1980)